# Martin XB-27
Martin XB-27 (Martin Model 182) là một mẫu máy bay đề xuất của hãng Glenn L. Martin Company cho Quân đoàn Không quân Lục quân Hoa Kỳ về một loại máy bay ném bom hạng trung tầng cao. Thiết kế này dựa chủ yếu trên mẫu B-26 Marauder.

## Tính năng kỹ chiến thuật (theo thiết kế)
Đặc điểm tổng quát
- Kíp lái: 7
- Chiều dài: 60 ft 9 in (18,5 m)
- Sải cánh: 84 ft 0 in (25,6 m)
- Chiều cao: 20 ft 0 in (6,10 m)
- Trọng lượng có tải: 33.000 lb (15.000 kg)
- Động cơ: 2 × Pratt & Whitney R-2800-9 kiểu động cơ piston bố trí tròns, 2.000 hp (1.500 kW)  mỗi chiếc

- Vận tốc cực đại: 280 mph (450 km/h)
- Tầm bay: 2.900 mi (4.600 km)
- Trần bay: 33.500 ft (10.200 m)
- Công suất/trọng lượng: 0,12 hp/lb (200 W/kg)

Trang bị vũ khí

- Súng: 

  - 3 × súng máy.30 in (7,62 mm)
  - 1 × súng máy.50 in (12,7 mm)

- Bom: >4.000 lb (1.800 kg)